# Colin McKenzie (rugby à XV)
Ne doit pas être confondu avec Colin Mackenzie.
Pour les articles homonymes, voir Colin McKenzie et McKenzie.
Pas d'image ? Cliquez ici

a Compétitions nationales et continentales officielles uniquement.

b Matchs officiels uniquement.
Dernière mise à jour le 21 janvier 2024.
Colin McKenzie, né le 4 novembre 1964 à Vancouver (Canada), est un joueur canadien de rugby à XV, évoluant au poste de troisième ligne centre pour l'équipe nationale du Canada.

## Carrière
Colin McKenzie a connu 25 sélections internationales en équipe du Canada, il fait ses débuts le 13 juin 1992 contre les États-Unis. Sa dernière apparition a lieu le 30 novembre 1997 contre l'Irlande.  
Il joue deux matchs de Coupe du monde 1995.

## Palmarès

### Sélections nationales
- 25 sélections en équipe du Canada
- 3 essais
- 15 points
- Nombre de sélections par année : 2 en 1992, 4 en 1993, 5 en 1994, 7 en 1995, 4 en 1996, 3 en 1997.

- Participation à la Coupe du Monde 1995 (2 matchs disputés, 2 comme titulaire).